# Hsu Yun
|  | Dieser Artikel wurde aufgrund von inhaltlichen Mängeln auf der Qualitätssicherungsseite der Redaktion Ostasien eingetragen. Dies geschieht, um die Qualität der Artikel aus dem Themengebiet Ostasien auf ein akzeptables Niveau zu bringen. Dabei werden Artikel gelöscht, die nicht signifikant verbessert werden können. Bitte hilf mit, die inhaltlichen Mängel dieses Artikels zu beseitigen, und beteilige dich bitte an der Diskussion! |

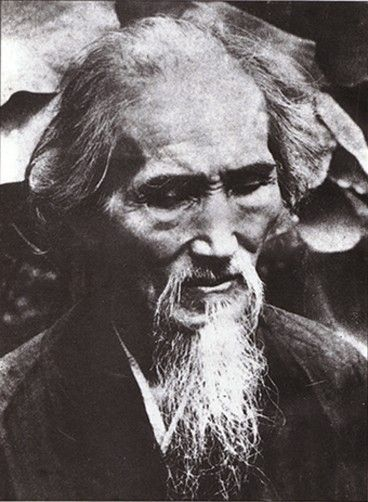
Hsu yun

Hsu Yun (chinesisch 虛雲 / 虚云, Pinyin Xūyún, englisch Empty Cloud; Geburtsname 蕭古巖 / 萧古巖,  Xiāo Gǔyán; * 26. August 1840; † 13. Oktober 1959) war ein berühmter chinesischer Chan Buddhistischer Meister und einer der einflussreichsten buddhistischen Lehrer des 19. und 20. Jahrhunderts. Er ist berühmt, weil ihm ein Alter von 119 Jahren nachgesagt wird.

## Jugend
Hsu Yun wurde wahrscheinlich am 26. August 1840 geboren. Er stammt aus Fujian. Seine Mutter starb während der Geburt. 1850, im 30. Jahr des Daoguang-Kaisers der Qing-Dynastie, kehrte sein Vater mit der Familie nach Quanzhou zurück, in sein Herkunftsgebiet, zum Clan der Zhou. Hsu Yuns Großmutter bestand darauf, dass ihr Enkel eine Frau heiratet. Um das Geschlecht seines Onkels fortzuführen, wurde Hsu Yun mit einer Frau aus der Familie Tian und einer aus der Familie Tan verheiratet.
Seine erste Begegnung mit dem Buddhismus fand während der Beerdigung seiner Großmutter statt. Bald darauf begann er buddhistische Sutren zu lesen und brach zu einer Pilgerfahrt zum Heng Shan, einem der bedeutendsten buddhistischen Orte Chinas auf.
Mit vierzehn Jahren bereits kündigte er an, dass er die materielle Welt für ein Leben als Mönch aufgeben wolle. Sein Vater hielt nicht viel von Buddhismus und ließ ihn dafür in Daoismus unterrichten. Von Anfang an war Hsu Yun unzufrieden mit den daoistischen Lehren, weil sie seiner Meinung nach nicht die tieferen Wahrheiten der Existenz erreichten. Im Lagerraum seines elterlichen Hauses gab es viele alte Bücher. Als er diese durchstöberte, stieß er auf das Buch Xiangshan baojuan (香山寶卷 – Story of Incense Mountain), eine Hagiographie der Guanyin. Dieses Buch beeinflusste ihn zutiefst und veranlasste ihn, Mönch zu werden.
Im Alter von 17 Jahren versuchte er ein erstes Mal zu fliehen und in einem Kloster des Heng Shan das Noviziat anzutreten. Er wurde aber von Gesandten seines Onkels gefangen und zurückgebracht. Zu Hause war die Familie in Sorge, dass Hsu Yun erneut entfleuchen würde, daher wurde er mit seinem Cousin Fu Kuo nach Quanzhou geschickt. Sein Vater vollzog die formelle Überführung der Bräute der Familien Tian und Tan und die Hochzeit mit Hsu Yun wurde gefeiert. Hsu Yun hatte jedoch bereits die Leere des Materiellen erkannt. Er verachtete die Konzepte von „Selbst“ und hatte keinerlei Verlangen. Er war geistig klar und körperlich rein. Obwohl er mit seinen Frauen zusammenlebte, wurde er nicht unrein. Im Gegenteil, er predigte seinen Frauen das Dharma, damit auch sie buddhistisch lebten.
Mit seinem Cousin Fu Kuo verband ihn ein tiefes seelisches Verständnis. Auch Fu Kuo hatte sich in die buddhistischen Lehren vertieft und unterstützte seinen Cousin. Mit ihm verließ Hsu Yun im Alter von 19 Jahren seine Familie und begab sich zur Pilgerreise zum Gu Shan (Trommelberg) in Fuzhou. Bei seiner Abreise schrieb er das „Lied vom Lederbeutel“ (Song of the Skinbag), welches er für seine Frauen hinterließ.
Im Kloster von Gu Shan ließ er sein Haar scheren und wurde als Mönch aufgenommen. Als sein Vater Häscher aussandte, um ihn zurückzuholen, versteckte er sich in einer Grotte, wo er drei Jahre in Einsamkeit lebte. 1865 erfuhr er, dass sein Vater verstorben sei und seine Stiefmutter und seine beiden Frauen selbst ins Kloster gegangen waren.
Während seiner Zeit als Einsiedler machte Hsu Yun einige seiner tiefsten geistlichen Erfahrungen. Er besuchte den Meister Yung Ching, der ihn ermutigte, seine extreme Askese zugunsten von Mäßigung aufzugeben. Er lehrte den jungen Mönch die Sutren und zeigte ihm den Umgang mit dem Hua Tou (Meditationswort), "Wer zieht diese meine Leiche? (Who is dragging this corpse of mine?). 1876 begab er sich mit Zustimmung von Yung Ching auf eine siebenjährige Pilgerfahrt zum Putuo Shan, einer Insel vor der Küste von Ningbo, die von Buddhisten als das bodhimaṇḍala von Avalokiteshvara angesehen wird. Von dort besuchte er das Ashoka-Kloster und weitere heilige Stätten des Chan-Buddhismus.

## Leben als Mönch, Erleuchtung
Mit 34 Jahren brach er erneut zu einer Pilgerfahrt nach Nan Hai auf, da er noch immer nach Erleuchtung suchte. Auf der ganzen Strecke vom Fa Hua-Tempel bis zum Ch'ing Liang Gipfel am Wutai Shan im Nordwesten, dem Bodhimandala von Wen Shu, machte er alle drei Schritte eine Niederwerfung und betete für die Reinkarnation seiner Eltern im Jingtu. Die Legende erzählt, dass er auf dem Weg zweimal einem Bettler Wen Chi begegnete, der ihm zweimal sein Leben rettete. Hsu Yun selbst kam zu der Überzeugung, das der Bettler eine Reinkarnation von Wen Shu gewesen sei.
Nachdem er „Einzigkeit des Geistes“ erreicht hatte, reiste er nach Westen und Süden, auf weiten Strecken auch durch Tibet. Er besuchte Klöster und heilige Stätten wie den Potala und Trashilhünpo. Danach wandte er sich nach Indien und Ceylon und überquerte das Meer nach Burma.
In dieser Zeit verfasste er viele Gedichte.
Nach seiner Rückkehr nach China, um 1893, suchte er die Meister Pu Zhao, Yue Xia und Yin Lian (Lotus Siegel) auf, um mit ihnen gemeinsam zu Meditieren und Buddhaschaft zu suchen. Am Jiuhua Shan reparierten sie die Einsiedeleien am Cui Feng-Gipfel und Pu Zhao legte das Mahavaipulyabuddha Avatamsaka (Blütenschmuck-)Sutra aus.
1896, als Hsu Yun bereits 56 Jahre alt war, wurden sie vom Abt Yue Lang des Gaomin Tempels in Yangzhou eingeladen, an einer zwölfwöchigen Dhyana-Meditation teilzunehmen. Während sich die Gruppe noch zur Abreise vorbereitete, baten sie Hsu Yun schon vorauszugehen. In Di Gang musste er einen Fluss überqueren, fiel dabei ins Wasser und wurde erst einen Tag später in einem Fischernetz aus dem Wasser gezogen. Nachdem er halbwegs wieder hergestellt worden war, begab er sich nach Yangzhou. Als er vom Abt (Gao Ming) gebeten wurde, an der Meditation teilzunehmen, entschuldigte er sich höflich, allerdings ohne zu offenbaren, dass er krank war. Dafür sahen die Tempelregeln eine Bestrafung vor. Hsu Yun nahm bereitwillig die Schläge an, obwohl sie seine Kondition verschlechterten.
Die nächsten Tage verbrachte Hsu Yun in andauernder Meditation. In seiner Autobiographie schreibt er: „In der Reinheit meiner “Einzigkeit des Geistes„, vergass ich meinen Körper komplett. Zwanzig Tage später verschwand meine Krankheit vollständig. Ab diesem Moment, als alle meine Gedanken ausgelöscht waren, zeigte meine Übung Tag und Nacht Erfolg. Meine Schritte wurden so schnell, als ob ich durch die Luft flöge. An einem Abend, nach der Meditation, öffnete ich meine Augen und sah plötzlich einen Glanz vergleichbar mit dem hellen Tageslicht. Darin konnte ich alles sehen, innerhalb und außerhalb des Klosters.“
Er wusste jedoch, dass dieses Ereignis nur ein Halluzination und kein seltenes Ereignis war. Er führte seine Meditation zu dem Meditationswort „Wer ist gedankenvoll bei Buddha?“ weiter fort.
Im 12. Mondmonat (Januar), am dritten Abend der achten Meditationswoche und nach sechs Stunden Meditation, erlebte Hsu Yun seine Erleuchtung, als ein Diener ihm beim Einschenken die Hand mit Teewasser verbrühte. Beim Klang der brechenden Teeschale waren seine Zweifel plötzlich zu Ende. Er war überglücklich, weil sein lebenslanges Streben zum Ziel gekommen war. Es war wie das Erwachen aus einem Traum.
In einem Gedicht beschreibt er das Ereignis:

Ein Becher fiel zu Boden / A cup fell to the ground

Mit einem klar vernehmbaren Geräusch / With a sound clearly heard.

Als der Raum zerstäubte / As space was pulverised,

Kam der verrückte Geist zum Halt. / The mad mind came to a stop.

Als die Hand losließ, fiel die Tasse und brach / When the hand released its hold, the cup fell and was shattered,

Ist schwer zu sprechen, wenn die Familie zerbricht oder jemand stirbt. / ‘Tis hard to talk when the family breaks up or someone dies.

Der Frühling kommt mit duftenden Blüten die überall hervorbrechen / Spring comes with fragrant flowers exuberating everywhere;

Berge, Flüsse und die große Erde sind die einzige Tathagata / Mountains, rivers and the great earth are only the Tathagata.”

## Alter
Hsu Yun arbeitete unermüdlich als Bodhisattva. Er lehrte Schüler, legte Sutren aus und restaurierte alte Tempel. Ganz Asien war sein Arbeitsbereich. Seine Anhängerschaft erstreckte sich über Burma, Thailand, Malaya und Vietnam, sowie Tibet und China. Er blieb auch während des Zweiten Weltkriegs in China und nach der Machtergreifung der Volksrepublik China unterstützte er buddhistische Gemeinschaften, anstatt sich in die Sicherheit Hongkongs oder Taiwans zurückzuziehen. Er und seine Schüler wurden misshandelt. 1953 gründete er zusammen mit Yuan Ying, Tai Xu und anderen die Chinesische Buddhistische Gesellschaft im Guangji Si. Er wurde gebeten, die Präsidentschaft zu übernehmen, lehnte aber aufgrund seines hohen Alters und schlechter Gesundheit ab, nahm aber den Titel des Ehrenpräsidenten an. Die Gesellschaft unterbreitete der Regierung mehrere Forderungen:
- 1) An allen Orten solle die Zerstörung von Klöstern und Tempeln, Entweihung und die Verbrennung von Sutren aufhören.
- 2) Gewaltandrohungen gegenüber Mönchen und Nonnen, damit sie in den Laienstand zurückkehren, werden nicht geduldet.
- 3) Aller Klosterbesitz soll sofort zurückgegeben werden und die Buddhistische Gemeinschaft (Sangha) soll genug bewirtschaftbares Land erhalten, um den Klöstern die Selbstversorgung zu ermöglichen.

Diese Petition wurde positiv beantwortet. Hsu Yun repräsentierte die Gesellschaft auch, als er Geschenke von einer buddhistischen Delegation aus Sri Lanka in Empfang nahm. Kritikern in den eigenen Reihen trat er mit einem Aufsatz über das Ende des Dharma-Zeitalters entgegen.
1955 hatte schloss er noch mehrere Bauprojekte ab  und leitete weitere Meditationen. 1956 wurde der Mönch Hai Teng (See Lampe) Abt.
Im Herbst 1959 wurde Hsu Yun krank. Am 12. des 9. Mondmonats verstarb er, nachdem er noch einmal seine Anhängerschaft ermahnt hatte.

## Bedeutung
Hsu Yun war einer der einflussreichsten Zen-Meister der letzten zwei Jahrhunderte. Auf seine Initiative hin wurde eine Struktur geschaffen, die in der buddhistischen Gemeinschaft vorher nie bestanden hatte. Die Chinesische Buddhistische Gesellschaft diente gegenüber der Kommunistischen Partei als Sprachrohr der unterschiedlichen Klöster und Gemeinschaften. Ehren-Präsidenten waren unter anderen der Dalai Lama, der Panchen Lama, der Grand Lama of Inner Mongolia, sowie Hsu Yun.
Die Lehren von Hsu Yun wurden in weiten Teilen Asiens aufgenommen und bis heute ist er eine Autorität des Reines-Land-Buddhismus. Außerhalb von China werden seine Lehren vor allem in Vietnam und Myanmar, und auch in Amerika gepflegt. Nach Amerika haben vor allem seine Schüler Hsuan Hua, Jy Din (Shakya) und Fo Yuan (shakya) Kontakte geschaffen.